# پیپت نخودی
پیپت نخودی (نام علمی: Anthus vaalensis) نام یک گونه از سرده پی‌پت است.